# Рашид бін Валід
Рашид бін Валід (араб. راشد بن الوليد; д/н — X ст.) — імам Оману.

## Життєпис
Походив з племен Кінда. Відомостей про нього обмаль. Обирається імамом 951 році за підтримки аббасидських військ, що вигнали загони Абу Якуба Юсуфа, володаря Бахрейнської держави, який не міг протидіяти руху ібадитів в Омані. Втім невдовзі стикнувся із спротивом кочових племен нізав і ямані.
Помер за невідомих обставин приблизно в 960-х роках. За цим  Оман розпався, де почалася боротьба за владу між 16 імамами. Портові міста з 963 року контролювали Буїди.